# Коврово (Калінінградська область)
Коврово (рос. Коврово) — селище Зеленоградського району, Калінінградської області Росії. Входить до складу Ковровського сільського поселення.
Населення — 657 осіб (2015 рік).

## Населення
| 2002 | 2010 |
| ---- | ---- |
| 622  | ↗657 |